# 村川洋平
村川洋平（むらかわ ようへい、1981年5月1日 - ）は、日本の陸上競技選手。専門は砲丸投。現在の日本トッププッターの一人である。大阪府出身。

## 経歴
誠風中学校時代に、中学新記録を樹立。全日本中学校選手権で優勝を飾った。
太成学院大学高等学校でも力を発揮した。
1998年の全国高校総体(丸亀)では2年生で4位入賞。
1999年、岩手県で行われた全国高校総体では、最終6投目で大逆転劇を演じ、優勝をもぎ取った。
2000年、筑波大学体育学群に進学。大学卒業後、競技に専念できる環境を求めたがかなわず企業就職はしなかった。地元の泉大津アスリートクラブ所属し、日本選手権優勝。その後、スズキに就職し、スズキ浜松アスリーアクラブに所属し、競技に打ち込んだ。退職後、太成学院大学高等学校に就職。
2006年は神戸リレーカーニバルに出場。シーズン初戦にもかかわらず、17m98の好記録をマークした。
2011年は日本選手権で18m35の好記録で優勝。日本選手権通算3度目の優勝を飾った。

## その他
自己ベストは18m43。(日本歴代4位)